# Vía del Pòrtic
Vía del Pòrtic (en español Vía del Pórtico) o de la Moreria Vella es el nombre que recibe un yacimiento arqueológico situado en el casco urbano de Sagunto (Valencia) España, integrado en un edificio de viviendas y musealizado para poder ser visitado. En él se pueden localizar los restos de estructuras de un periodo cronológico que abarca desde el mundo romano hasta la ocupación cristiana.

## Hallazgo
La aparición de este enclave se produjo a principios de la última década del siglo pasado cuando se comenzaron una serie de excavaciones motivadas por la construcción de varios edificios de viviendas.

## Ocupación romana
Entre las estructuras que se pueden visitar destaca una calzada, que cruza el solar de norte a sur, de unos 60 metros lineales, enlosada y con una red de cloacas que llega a superar el metro de profundidad. A ambos lados tiene aceras y pórticos sostenidos por pilares, con una anchura que varía desde los cuatro metros de ancho del extremo norte a los cinco de la parte más al sur, pudiendo estar conectada a la Vía Augusta y con una localización cercana al circo romano de la ciudad.

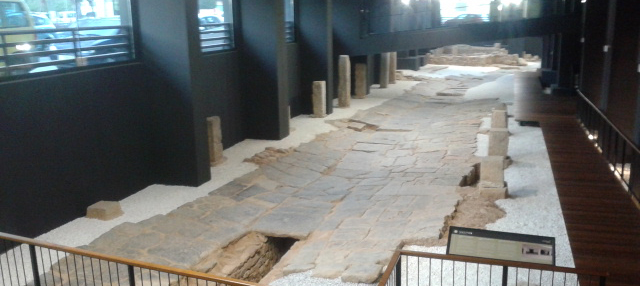
Imagen de la calzada central

En el momento de su construcción, en el siglo I, servía de acceso a la ciudad y con el paso del tiempo iría engrandeciéndose, paralelo a la importancia que iba ganando la ciudad. En el siglo III se produce una reordenación urbana que conllevaría la reducción de la calzada en alguna de sus partes, la construcción de varios edificios, como unas letrinas, y otras estructuras sobre la acera de la vía llegando a un nivel de deterioro y abandono de la zona a finales del siglo IV y principios del V. Esta vía, y la trama de edificios que lleva asociada, significan una planificación urbana de una zona, la más próxima al río, de la que no había pruebas arqueológicas.
Además de esta calzada hay otros restos con cronología romana, tanto urbanísticos como de servicios. Entre los primeros se encuentran la base de dos monumentos funerarios que se han fechado en el siglo I; el arranque de un edificio de grandes dimensiones del cual se ha indicado un posible uso religioso, fechado en el siglo II y que estaría en relación con la monumentalización de la ciudad, y la cimentación de un arco localizado sobre la calzada que se enmarca en el periodo alto imperial. En lo que se refiere a servicios encontramos una red de saneamiento y balsas por diferentes zonas.

## Ocupación cristiana y musulmana
Se localiza una necrópolis fechada en el periodo visigodo o paleocristiano, en el interior de la cloaca, que a su vez fue arrasada por una serie de fosas de cronología musulmana. De este momento también se puede fechar un aljibe.
También se ha localizado planta de dos espacios fabriles de época bajo medieval con varias dependencias y balsas.

## Musealización
Este es uno de los ejemplos de la posibilidad de convivencia entre patrimonio arqueológico y un urbanismo respetuoso con el medio que le rodea ya que el yacimiento se localiza en la parte baja del edificio sobre el cual se ha podido construir, de forma precisa, sin ningún tipo de problema.
Desde el ayuntamiento de Sagunto se ha creado un servicio de guía en el cual se puede visitar este emplazamiento y otro cercano, donde se localizó y excavó una domus del siglo II con resultados muy parecidos, ampliando la oferta de monumentos en la conocida ciudad. En este caso se trata de la conocida como Domus dels Peixos.

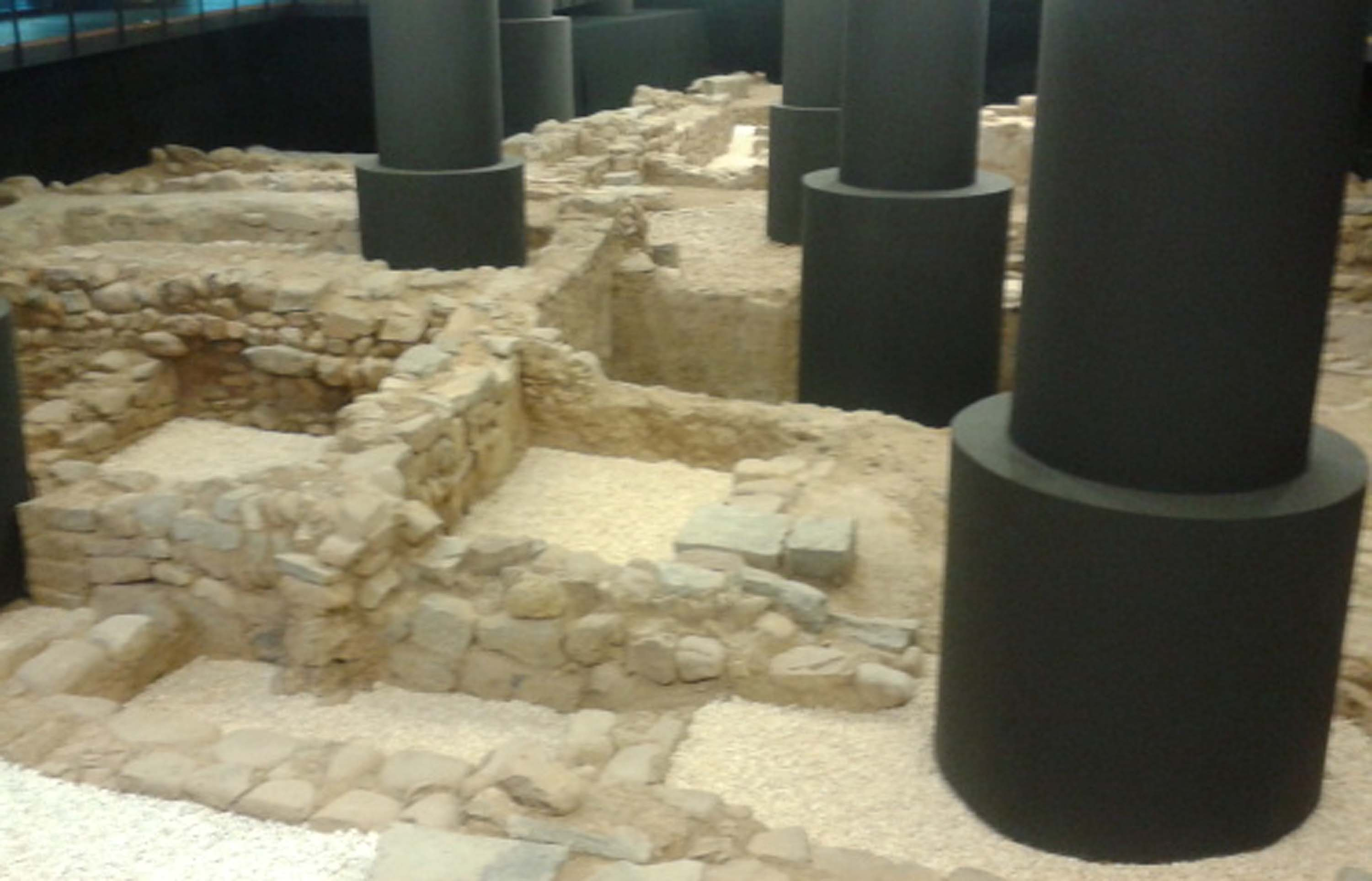
Estructuras de cronología medieval entre las cuales se puede observar la armonía entre los restos y la construcción del edificio.

## Localización
Plaça Antiga Moreria, 9 (Sagunt) http://goo.gl/maps/sfTS0

## Horarios
Invierno: 
Martes a sábado de 10 a 14 y de 16 a 18 horas.
Domingos y festivos: de 10 a 14 horas.
Verano: 
Martes a sábado: de 10 a 14 y de 16 a 20 horas.
Domingos y festivos: de 10 a 14 horas.